# Valdemaro (nome)
Valdemaro  è un nome proprio di persona italiano maschile.

## Varianti
- Maschili: Valdimaro, Waldemaro
- Femminili: Valdemara, Waldemara

### Varianti in altre lingue
- Finlandese: Valdemar[1]
  - Ipocoristici: Valto[1]
- Germanico: Waldomar[1][2]
- Lettone: Voldemārs[1]
  - Ipocoristici: Valdis[1]
- Lituano: Valdemaras[1], Voldemaras[1]
  - Ipocoristici: Valdas[1]

- Norreno: Valdimárr[1]
- Polacco: Waldemar[1]
  - Ipocoristici: Waldek[1], Walduś[1]
- Portoghese: Waldemar
- Lingue scandinave: Waldemar[1], Valdemar[1]
- Tedesco: Waldemar[1]

## Origine e diffusione
Si tratta di un derivato germanico di Vladimiro; può anche basarsi sul nome germanico Waldomar, composto dalle radici wald (o walda, "potere", "dominio") e meri (o maru, "illustre", "famoso") - quindi "glorioso re" - elementi che comunque sono imparentati con quelli slavi che formano Vladimiro.
Venne introdotto nel XII secolo in Scandinavia dal re danese Valdemaro I, che aveva ricevuto tale nome in onore di un antenato della sua madre ucraina, Ingeborg. In Italia, è distribuito soprattutto al Centro-Nord, in particolare in Toscana.

## Onomastico
L'onomastico viene festeggiato il 15 luglio in memoria di san Vladimir I di Kiev, principe ed evangelizzatore della Russia, chiamato anche Valdemaro.

## Persone

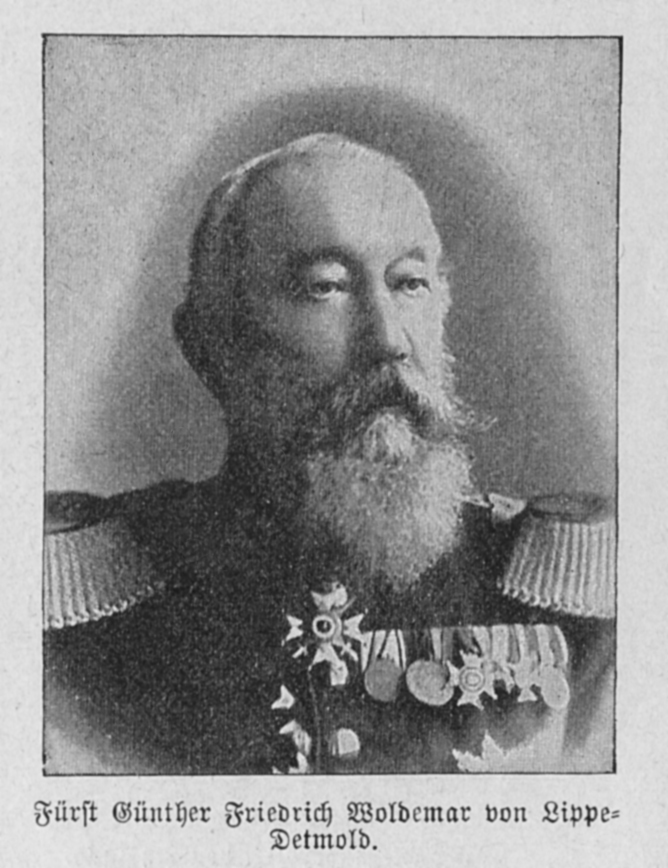
Valdemaro di Lippe

- Valdemaro di Danimarca, figlio di Cristiano IX di Danimarca
- Valdemaro I di Danimarca, re di Danimarca
- Valdemaro II di Danimarca, re di Danimarca
- Valdemaro III di Danimarca, re di Danimarca
- Valdemaro IV di Danimarca, re di Danimarca
- Valdemaro di Lippe, figlio di Leopoldo II di Lippe
- Valdemaro di Prussia, figlio di Enrico di Prussia
- Valdemaro di Svezia, re di Svezia
- Valdemaro Gustinelli, pallavolista e dirigente sportivo italiano
- Valdemaro Vecchi, editore e tipografo italiano

### Variante Valdemar

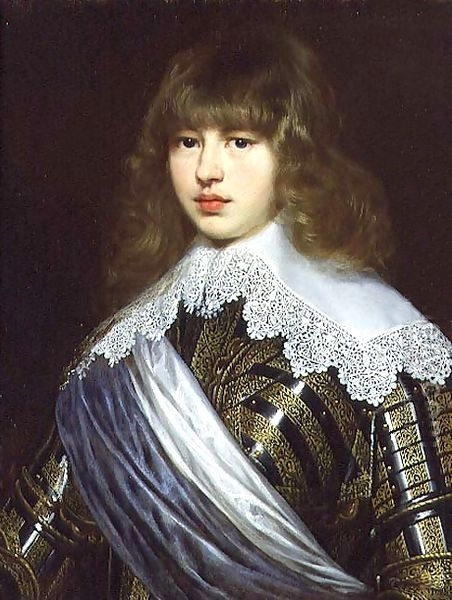
Valdemar Cristiano di Schleswig-Holstein

- Valdemar Cristiano di Schleswig-Holstein, conte danese
- Valdemar Akos Kwaysser, giocatore di poker ungherese
- Valdemar Laursen, calciatore danese
- Valdemar Poulsen, ingegnere danese
- Valdemar Psilander, attore danese
- Valdemar Rodrigues Martins, vero nome di Oreco, calciatore brasiliano

### Variante Waldemar

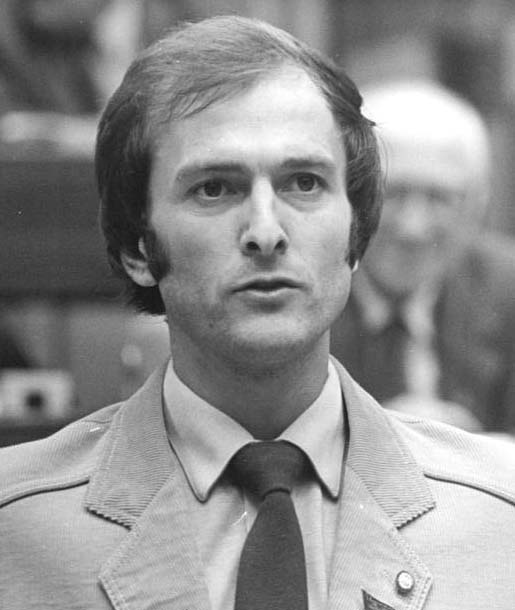
Waldemar Cierpinski

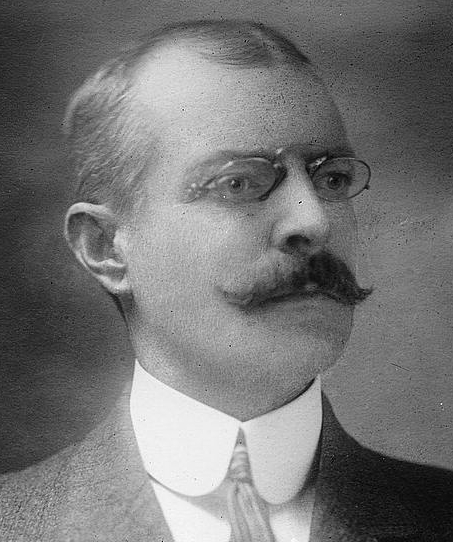
Waldemar Lindgren

- Waldemar Blatskauskas, cestista brasiliano
- Waldemar Cierpinski, atleta tedesco
- Waldemar Esteves da Cunha, showman brasiliano
- Waldemar de Brito, calciatore brasiliano
- Waldemar Aurelio de Oliveira Filho, calciatore brasiliano
- Waldemar Hoven, militare e medico tedesco
- Waldemar Jungner, inventore e ingegnere svedese
- Waldemar Kozak, cestista polacco
- Waldemar Ksienzyk, calciatore polacco naturalizzato tedesco orientale
- Waldemar Levy Cardoso, militare brasiliano
- Waldemar Lindgren, geologo e mineralogista svedese naturalizzato statunitense
- Waldemar Łysiak, scrittore, storico dell'arte e giornalista polacco
- Waldemar Matysik, calciatore polacco
- Waldemar Mühlbächer, calciatore tedesco
- Waldemar Pawlak, politico polacco
- Waldemar Petersen, ingegnere tedesco
- Waldemar Philippi, calciatore tedesco
- Waldemar Rial, cestista uruguaiano
- Waldemar Sobota, calciatore polacco
- Waldemar Steffen, atleta tedesco
- Waldemar Tietgens, canottiere tedesco
- Waldemar Victorino, calciatore uruguaiano
- Waldemar von Gazen, militare tedesco

### Altre varianti
- Waldemaro Bartolozzi, ciclista su strada e dirigente sportivo italiano
- Valdemaras Chomičius, cestista e allenatore di pallacanestro lituano
- Voldemārs Plade, calciatore lettone